# Reinaldo Oudinot
Reinaldo Oudinot (ou Raynaldo Oudinott) foi um engenheiro militar francês do século XVIII, que se tornou mais conhecido pelas suas obras hidráulicas nos portos portugueses do Porto, Aveiro, Leiria e Funchal. Nascido e formado em França, iniciou a sua carreira em Portugal, onde desenvolveu vários projetos em diferentes áreas como arquitetura, urbanismo, engenharia hidráulica, cartografia e ordenamento florestal e agrícola. Em 1803, tornou-se um dos engenheiros mais graduados do exército português, ao ser promovido para o posto de Brigadeiro Real do Corpo de Engenheiros pelos serviços prestados ao Reino.

## Primeiros anos
Reinaldo Oudinot nasceu em 1744 em Sampigny, freguesia de Lorena em França. Em 1766 começou a sua carreira militar no exército português com o "posto de ajudante com o exercício de engenheiro". As suas primeiras comissões foram na província da Estremadura onde fez parte da equipa de Guilherme Elsden (?-1779) nos levantamentos cartográficos do rio Tejo em 1768. Nesse ano foi elevado a Capitão de Infantaria.

## Leiria (1773-87)

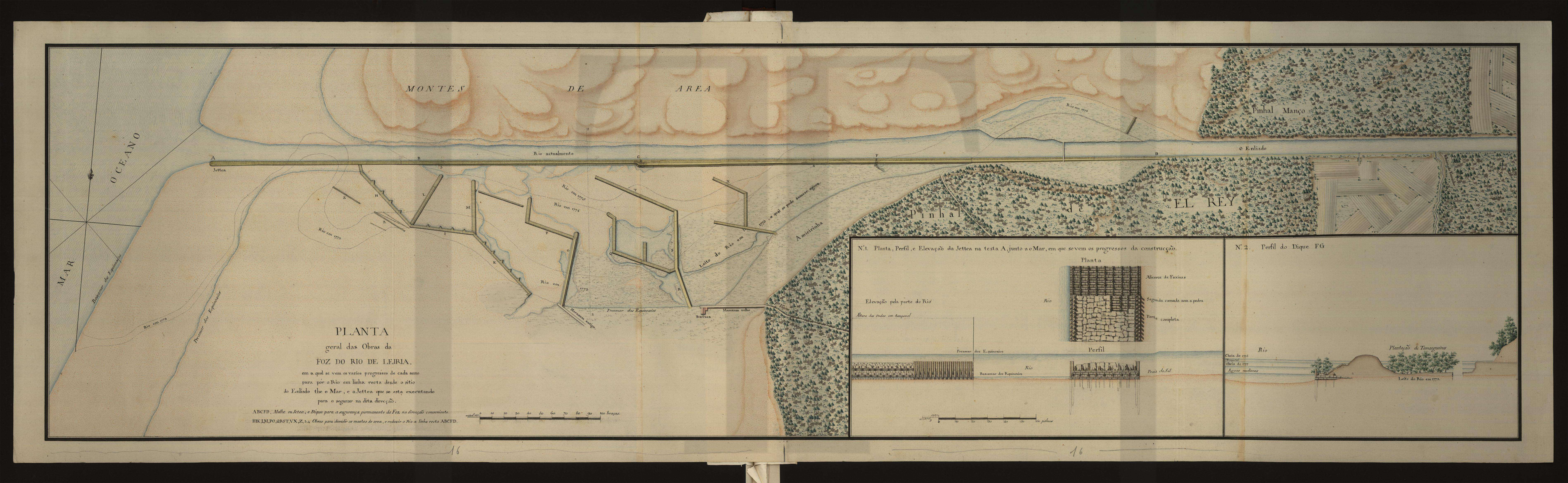
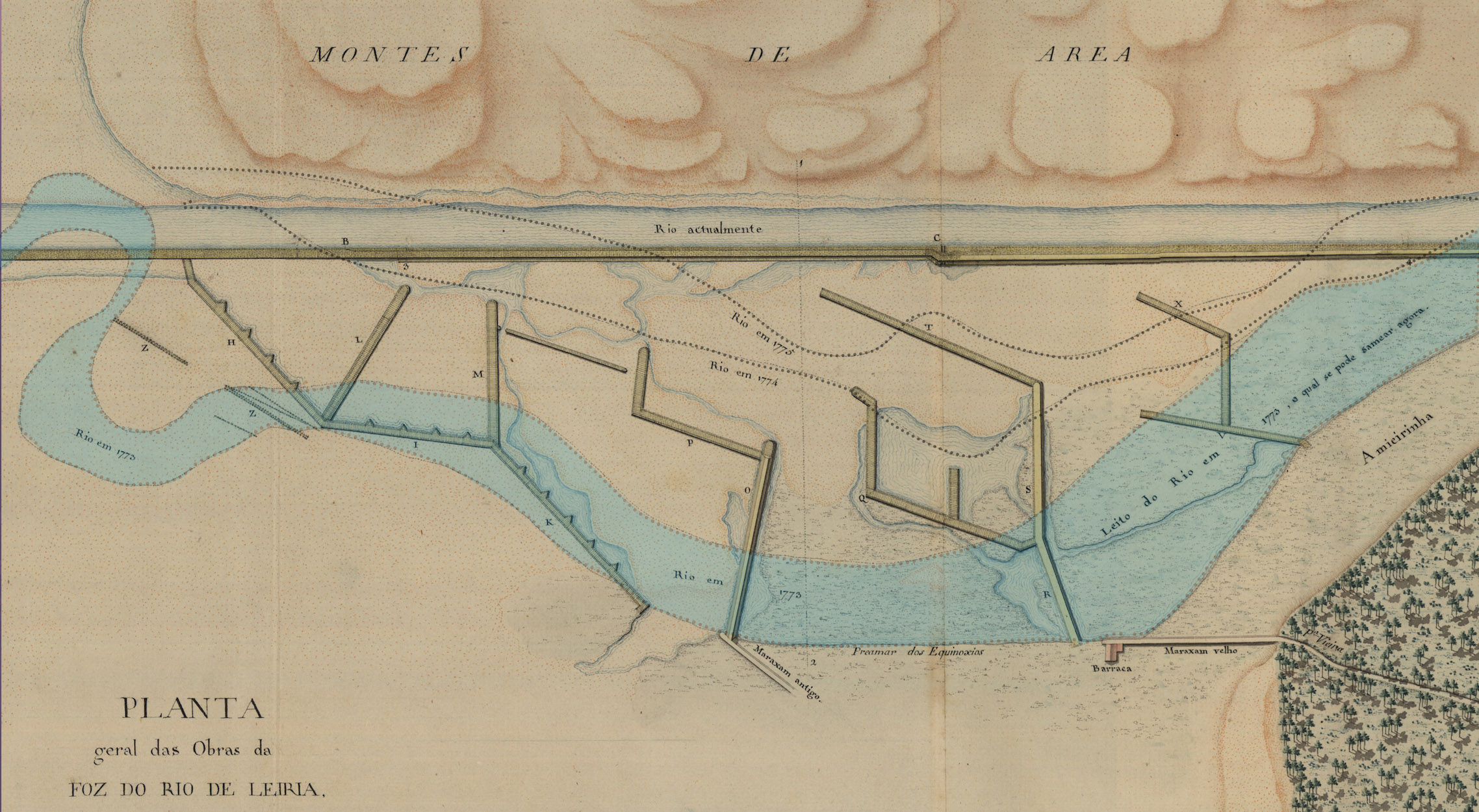
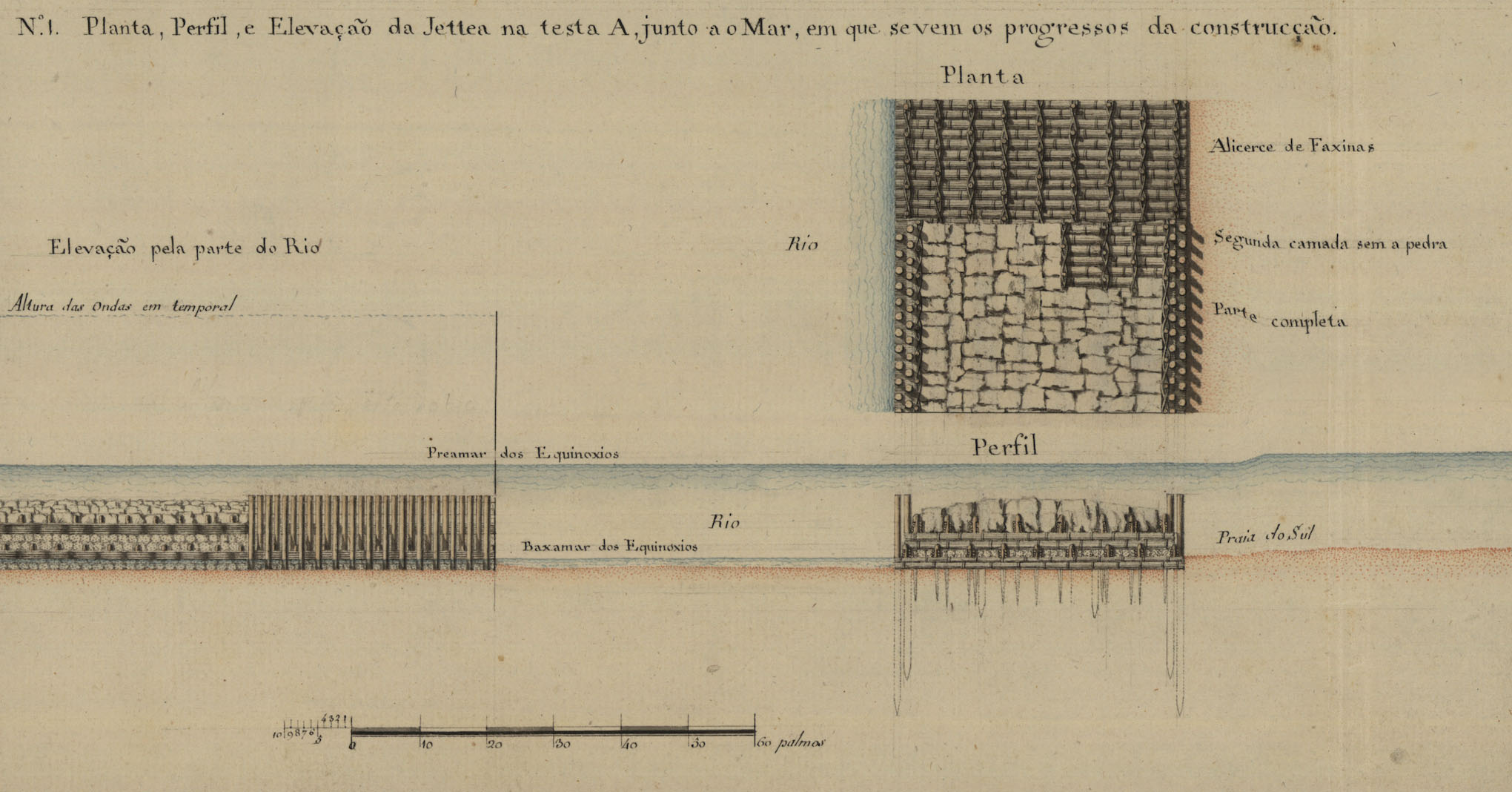
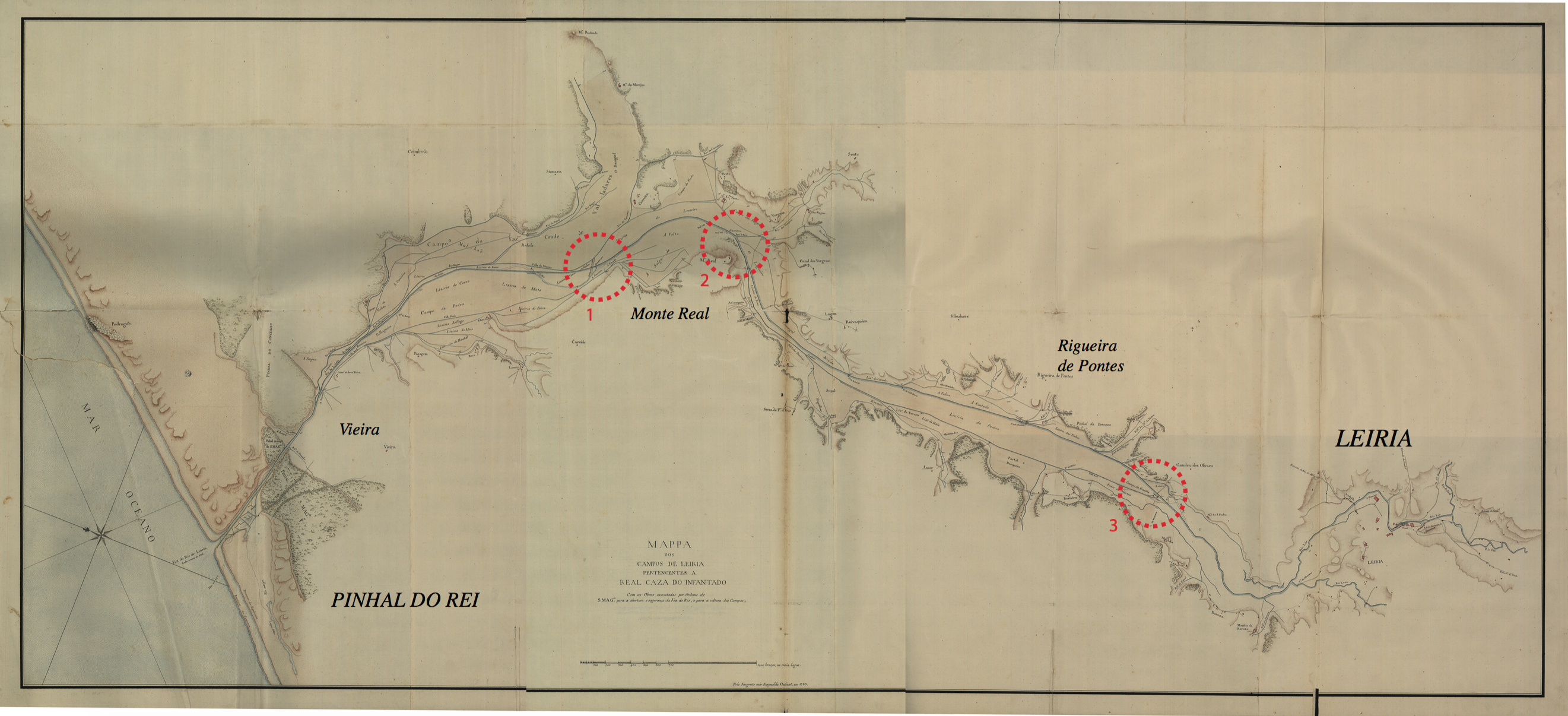

Reinaldo Oudinot, uma das figuras militares mais marcantes da Engenharia Hidráulica dos séculos XVIII e XIX, trabalhou no ordenamento de várias cidades de Portugal, iniciando-se na cidade de Leiria. O seu destacamento para Leiria em 1773 levou a que mais tarde ficasse responsável pela direção das obras decretadas pela Real Casa do Infantado para o rio Lis. Até 1784, Oudinot desenvolveu um extenso projeto de reordenamento do rio, fixando a foz e construindo avançados sistemas de irrigação e de distribuição de águas. A estes trabalhos atribuiu a designação de obra de “Arquitetura hidráulica”.   
O projeto desenvolvido por Oudinot para a foz do Lis teve duas fases: a primeira, consistiu na regularização do canal do rio através da limpeza das areias e na formação do rio em linha recta; a segunda, consistiu na construção de um paredão para evitar que futuras cheias ocorressem nas regiões a sul do Lis.  
Ao longo dessa comissão nas terras do infante D. Pedro (1717-1786), Oudinot foi destacado pelo seu comandante, o Tenente Coronel Guilherme Elsden (?-1779), para realizar vários levantamentos cartográficos do Pinhal do Rei, sob ordem superior do Marquês de Pombal. Mais tarde, em 1799, a pedido do ministro da Marinha, D. Rodrigo de Sousa Coutinho (1755-1812), Oudinot delineou planos de florestação para o Reino e especificamente para a comarca de Leiria. Apesar destes trabalhos corresponderem a encomendas para entidades distintas, o arquiteto Carlos Leite defendeu na sua dissertação a existência dos mesmos como partes integrantes de um plano global de ordenamento hidráulico, agrícola e florestal de Oudinot para o território de Leiria.
A fixação da foz do rio Lis por Reinaldo Oudinot, no início da década de 80, muito contribuiu para o desenvolvimento da povoação da Vieira tendo consequentemente originado a freguesia Vieira de Leiria. Além disso, essas obras também permitiram a expansão do Pinhal do Rei para as regiões costeiras a sul do rio Lis, as quais anteriormente se encontravam estéreis.
Até aos dias de hoje o traçado da foz definido por Reinaldo Oudinot, nos finais do século XVIII, mantém-se  presente mesmo após algumas intervenções de manutenção e reforço. 

## Porto (1789-1804)

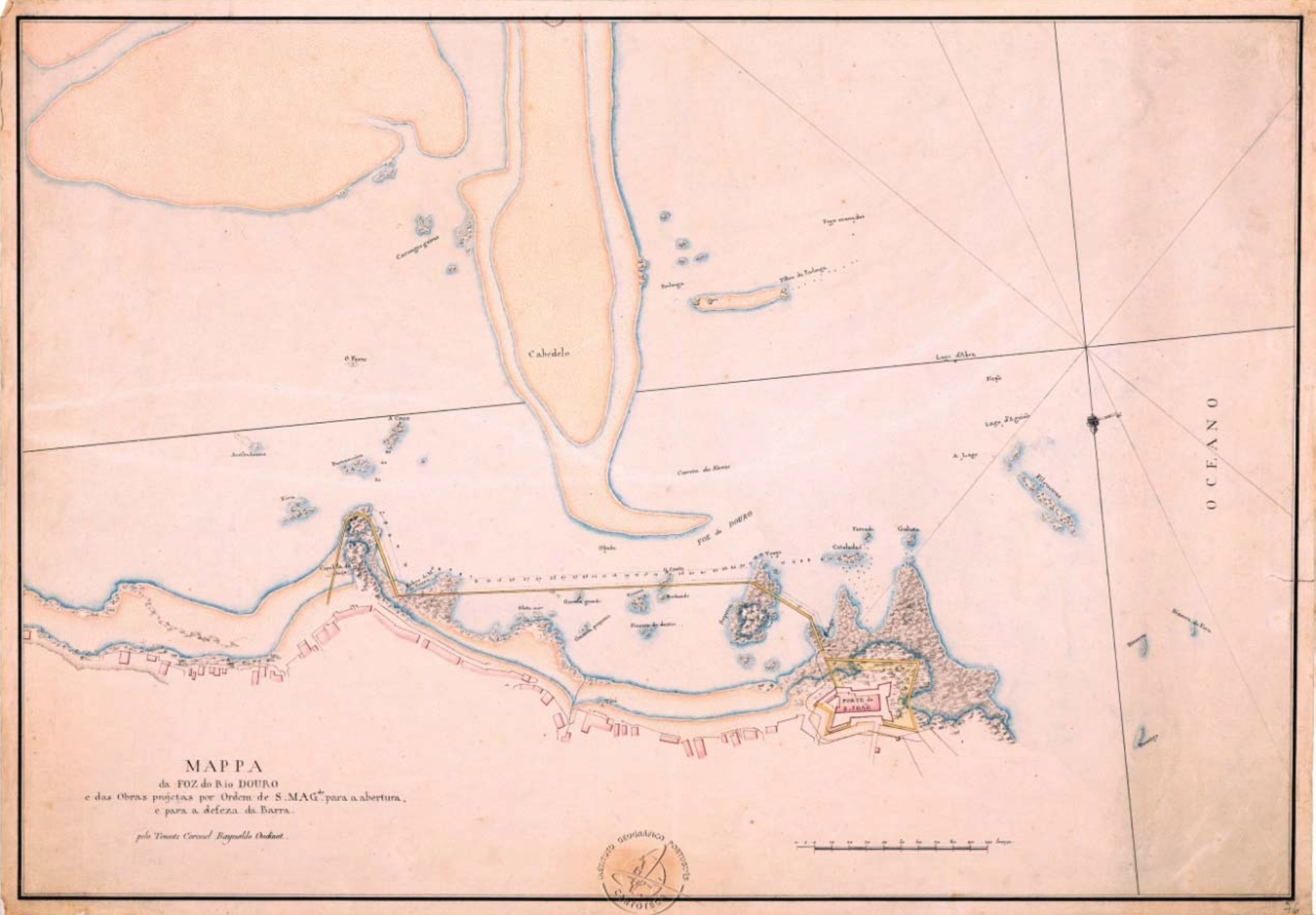
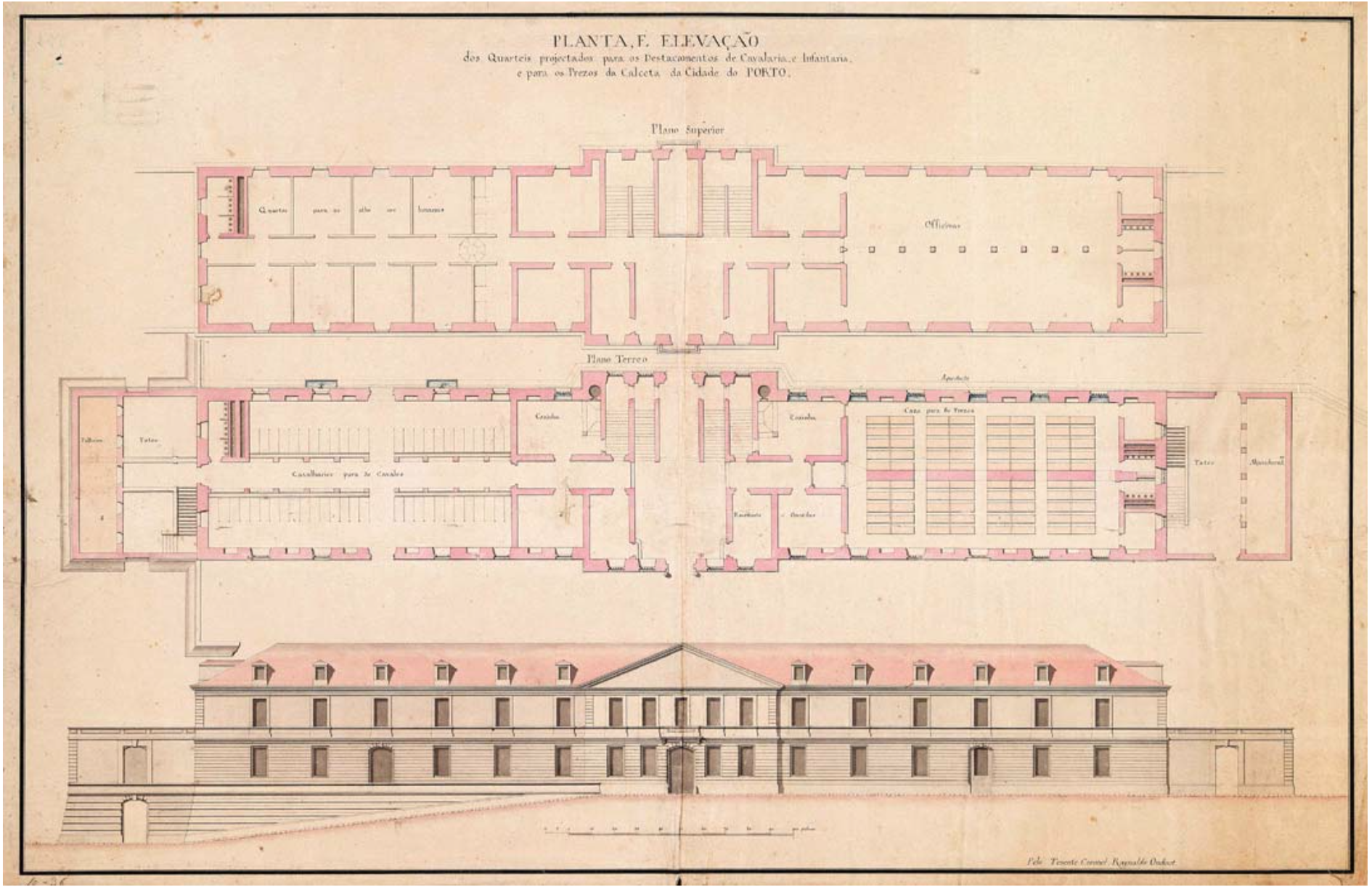
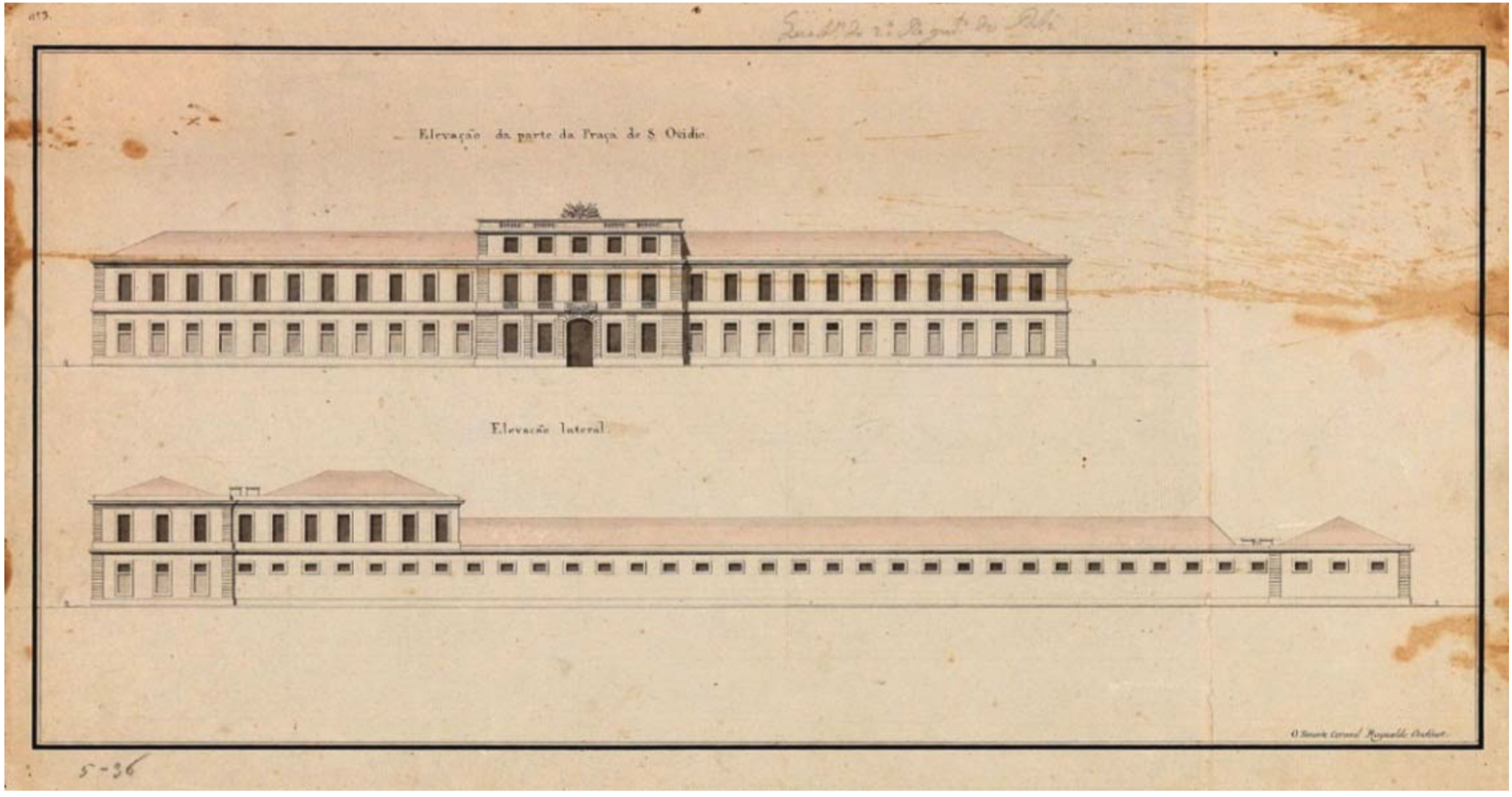
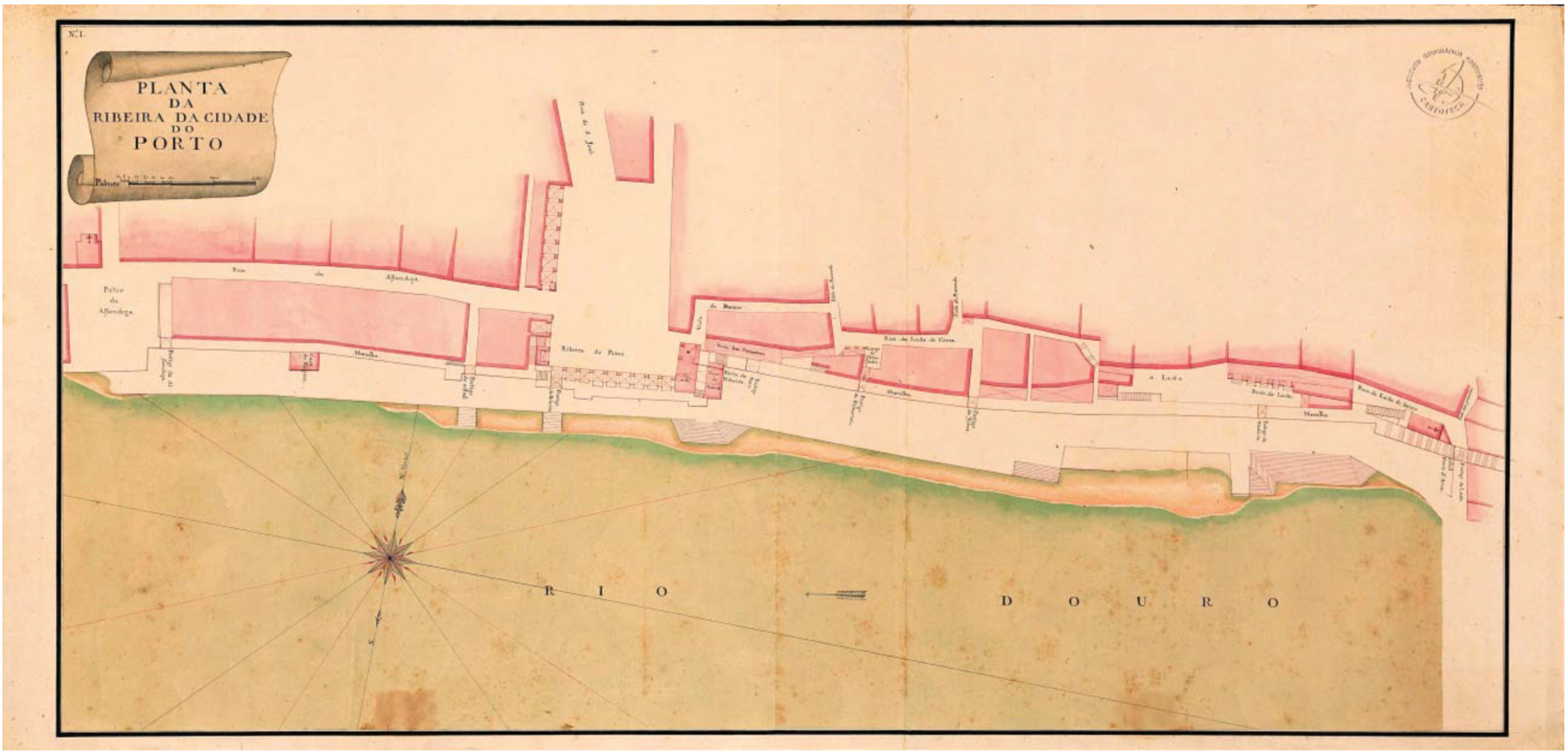
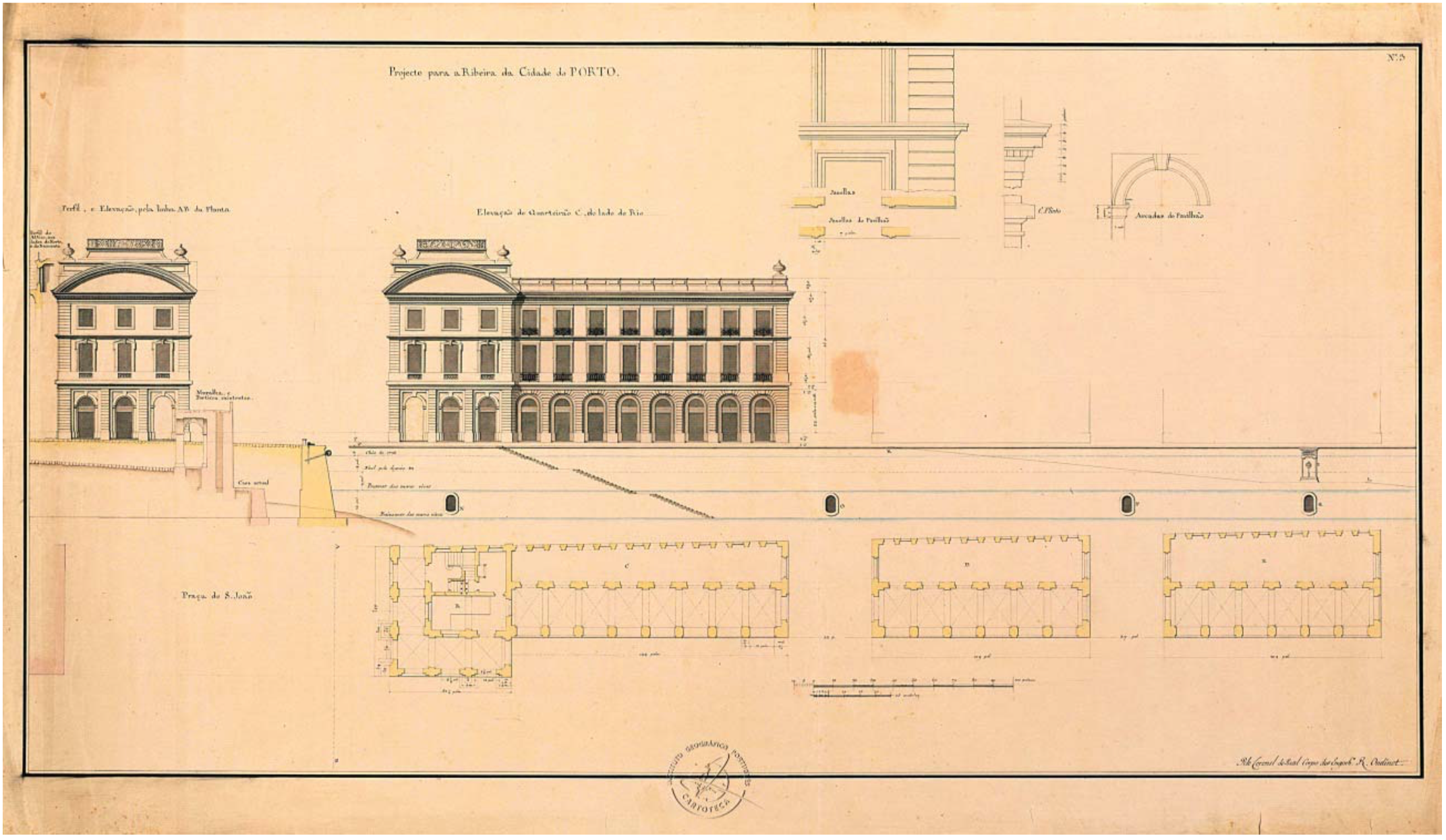

Depois de trabalhar em Leiria Reinaldo Oudinot foi solicitado para trabalhar no porto do Douro, por iniciativa do ministro José Seabra da Silva, a pedido da Companhia do Alto Douro. A barra apresentava vários problemas de assoreamento o que complicava a transição das embarcações e dos grandes navios, colocando em causa toda a economia da cidade do Porto. Oudinot chegou ao Porto em outubro de 1789 com um conjunto de instruções dadas pelo ministro que continham informações sobre o local de intervenção e quais os pontos a trabalhar. Rapidamente, Oudinot apresentou um primeiro plano a ser executado na foz do Douro. Neste plano respondeu às exigências do ministro propondo um dique na parte norte da foz do rio,que ligava o farol de S. Miguel-o-Anjo ao Forte de S. João Baptista. A ideia do projeto era fazer com que a compressão das águas criada pelo dique dragasse a barra e a alargasse a foz para sul. O projeto foi aprovado e em fevereiro de 1790 a Rainha D. Maria I ordenou o início dos trabalhos. O engenheiro Faustino Salustiano da Costa e Sá foi nomeado para ser seu colaborador. 

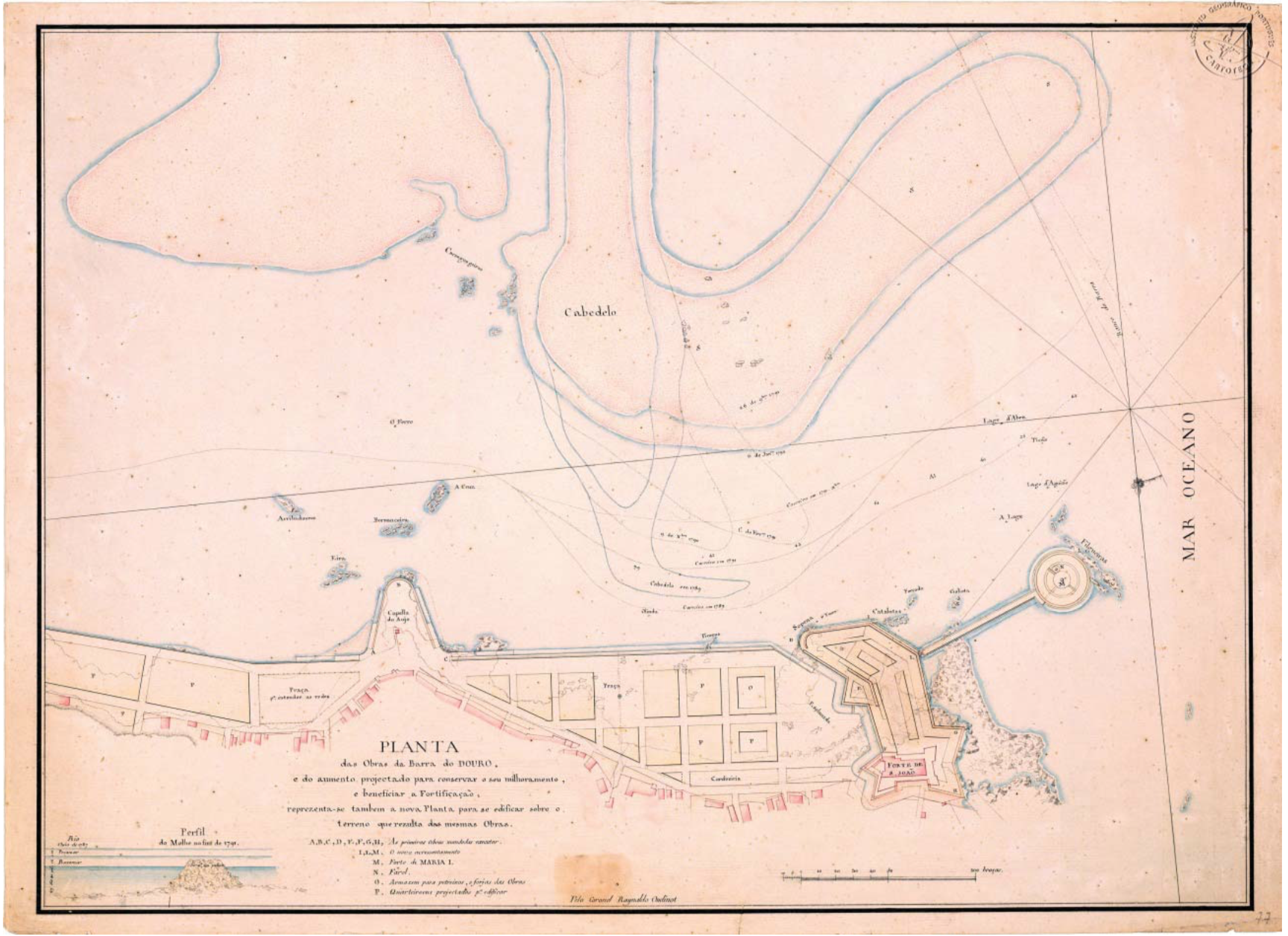
Reinaldo Oudinot, Planta das Obras da Barra do Douro, e do aumento projectado para conservar o seu melhoramento, e beneficiar a Fortificação

Foi neste período que a Rainha ordenou a construção de dois quartéis militares para o Porto, o de Santo Ovídio e o da Casa Pia. O ministro Luís Pinto de Sousa entregou a autoria destes projetos a Oudinot, designando para seu colaborador o arquiteto Teodoro de Sousa Maldonaldo. Durante a década de 90 Oudinot esteve responsável por diferentes comissões de ordem civil e militar, desde a realização de levantamentos cartográficos, planos, obras de fortificação e a criação de um novo projeto urbano e portuário para a Póvoa de Varzim.
De 1789 a 1804, Oudinot apresentou vários projetos que consistiram não só na abertura e limpeza da foz mas também no redesenho de toda a frente marginal do Douro. O seu projeto urbano para a frente ribeirinha consistia no desenvolvimento de cinco locais: São João da Foz, Massarelos, Ribeira do Porto, Guindais e Freixo. Junto com essas melhorias, Oudinot propôs a construção de um cais-estrada à beira-mar que ligasse esses cinco pontos, dando organização e continuidade a esse plano urbano desde a foz até à cidade. Em suma, com este projeto Oudinot conseguiu delinear um plano global que conjugava as áreas de hidráulica, urbanismo e de defesa militar. Ao expandir e fortificar o Forte de S. João Baptista e ao conceber uma nova estrutura urbana de quarteirões e praças, Oudinot reestruturou totalmente a foz do Douro. No entanto, devido a insuficiência de fundos estes projetos não foram construídos. A arquiteta Andreia Coutinho defende na sua dissertação este projeto como sendo um projeto urbano pombalino para frente marginal do Douro. 
Em 1801, com o início da Guerra das Laranjas, Reinaldo Oudinot assumiu o cargo de Governador interino das Tropas do Porto. 

## Póvoa de Varzim (1791)

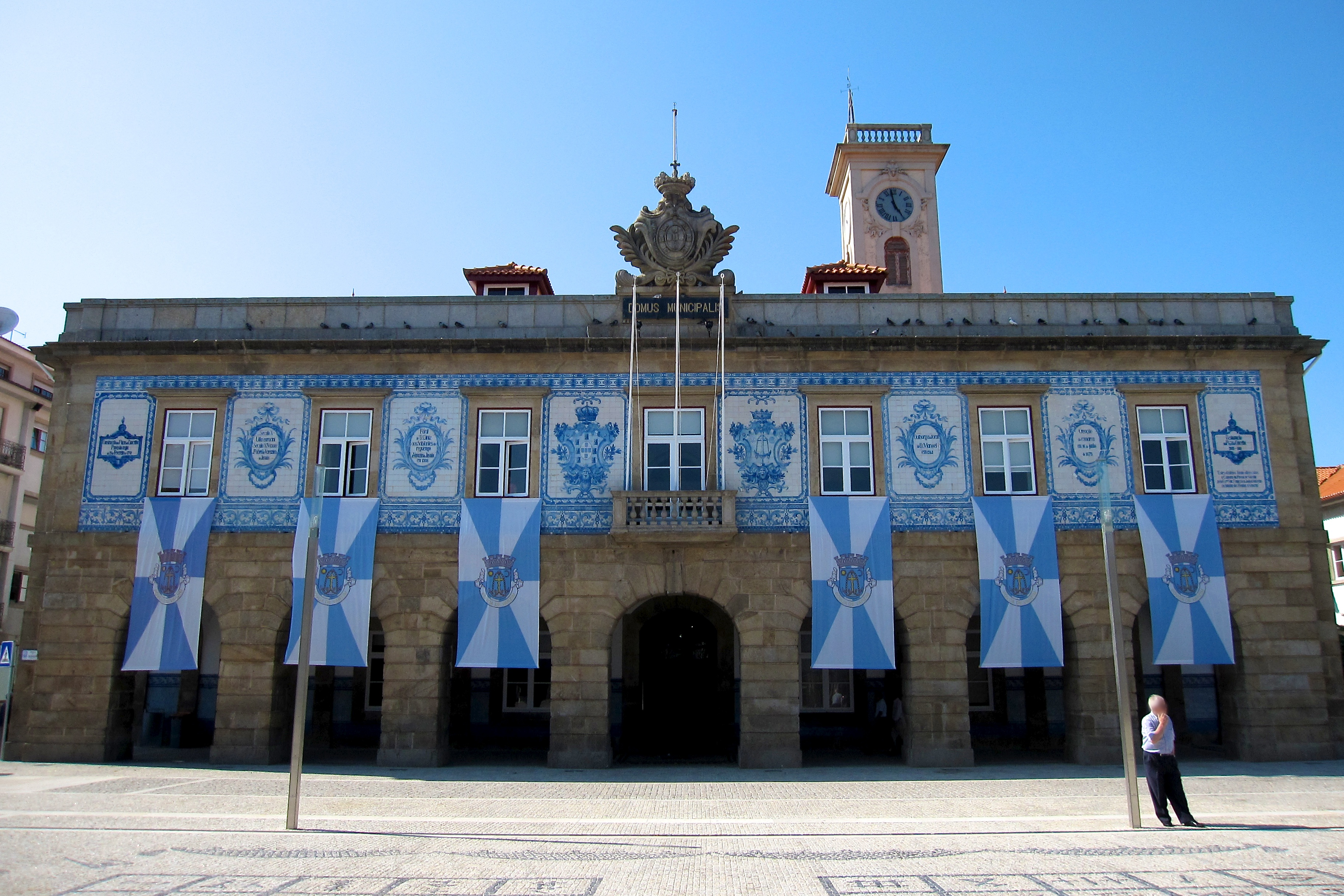
Edifício da Câmara Municipal da Póvoa de Varzim desenhado por Reinaldo Oudinot em 1791

Durante o período em que esteve a trabalhar na cidade do Porto, Reinaldo foi ordenado pelo ministro José Seabra da Silva para se deslocar à Póvoa de Varzim para estudar as condições do local e posteriormente desenvolver um projeto urbano e portuário para a vila. A iniciativa surgiu do Corregedor da comarca do Porto Francisco de Almada e Mendonça a pedido dos poveiros.  
O projeto para a Póvoa de Varzim consistia em três pontos: primeiro no transporte de água para o centro da aldeia através da construção de um novo aqueduto; segundo na criação de uma praça nova para a vila, devido ao “grande augmento da população” (este projeto-praça seria acompanhado pela construção do edifício da Câmara Municipal e do Mercado para a Vila); e terceiro, a construção de um porto para que os barcos de pesca pudessem ancorar em segurança durante condições climáticas desfavoráveis. Em janeiro de 1791, o Tenente Coronel Reinaldo Oudinot concluiu o projeto, enviando a planta e o orçamento ao ministro José Seabra da Silva. Um mês depois a Rainha D. Maria I assinou a provisão régia ordenando "Que no Campo da Calssada se construa huma Praça ampla para os mercados e outros logradouros da Povoação e que nella se construão as obras com cazas alpendoradas, Arvores, e hum chafariz nomeyo tudo na conformidade da Planta designada pello dito Tenente Coronel ". 
As estratégias desenvolvidas por Oudinot para a Póvoa de Varzim ajudaram a vila a constituir um novo centro político e social através da construção da nova praça. Esta praça, hoje conhecida como Praça do Almada (em homenagem ao Corregedor Francisco de Almada e Mendonça) foi projetada de forma retangular de modo a conectar as duas principais comunidades da época, a mais antiga, inserida no interior da vila, e a comunidade piscatória à beira-mar.    

## Aveiro (1802-04)

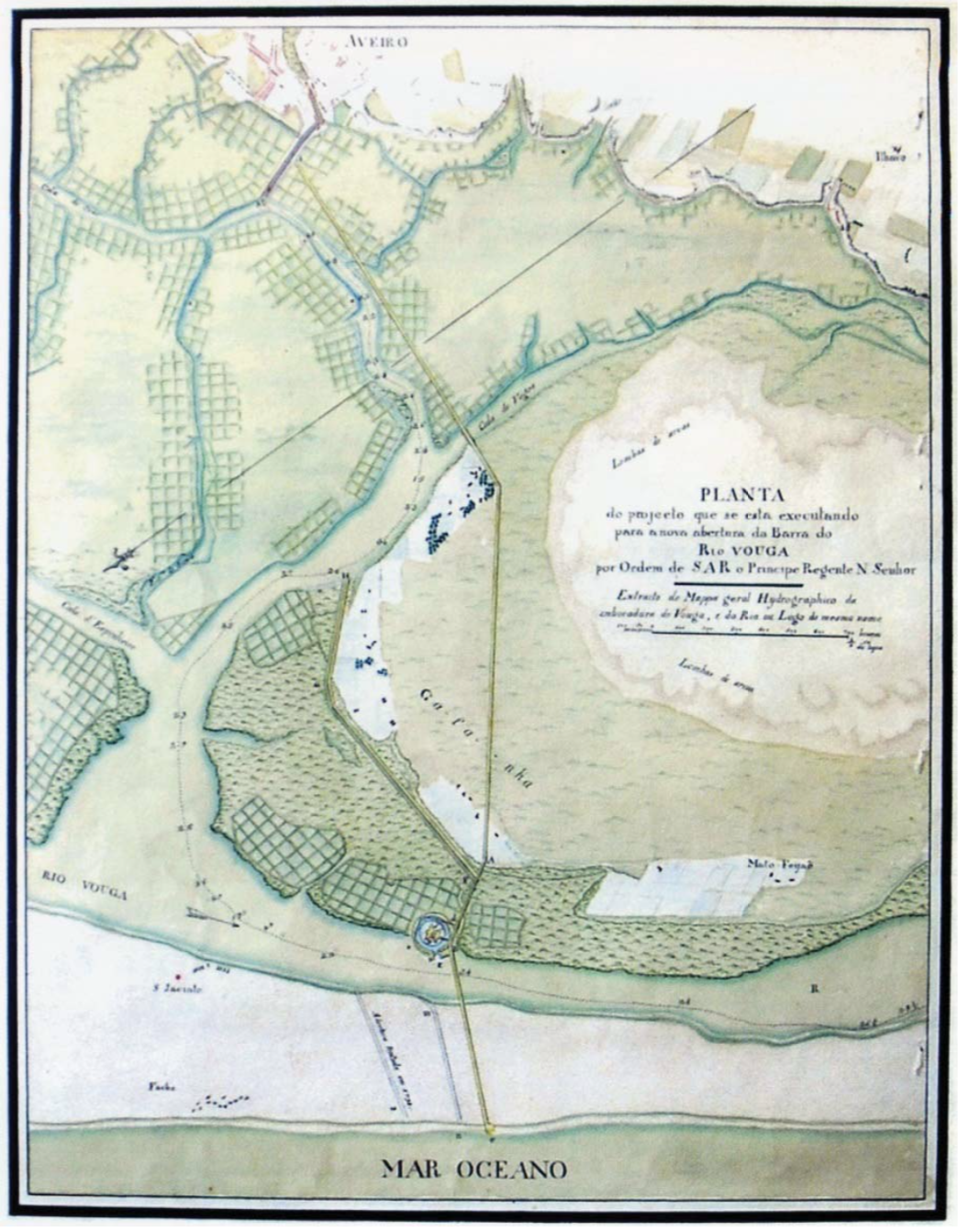
(Reinaldo Oudinot, Luís Gomes de Carvalho), Planta do projecto que se esta executando para a nova abertura da Barra do Rio Vouga por Ordem de SAR o PRNS

Em 1802, período em que estava a trabalhar na barra do Douro, Reinaldo Oudinot e o seu auxiliar e genro Luís Gomes de Carvalho foram chamados para trabalhar na barra de Aveiro a pedido do ministro D. Rodrigo de Sousa Coutinho. Esta obra visava restituir a saúde pública e a agricultura de Aveiro que com o passar das décadas iam se deteriorando. Para esse efeito, esta missão tinha como objectivo a abertura da barra e a drenagem das terras alagadas da bacia do rio Vouga.   
O projeto de Oudinot consistia na construção de um extenso dique no rio Vouga, no sentido nascente-poente, de modo a impedir o contínuo avanço da barra. O seu projeto apresentava uma forma criativa de abrir a barra através da força das águas; escreveu o arquiteto Carlos Martins na sua dissertação de doutoramento sobre o projeto: “A genialidade da proposta de Reinaldo Oudinot residia em dois aspectos: em primeiro lugar, no carácter inventivo do modo de abrir o canal da barra, tendo como único agente a corrente das águas, solução extremamente económica, pela redução drástica dos meios humanos, e de execução muito mais rápida do que à força de braço; em segundo lugar, no profundo conhecimento da costa portuguesa e que o levou, desde o início do projecto, a prever que seria necessária toda a força e peso das águas represadas para vencer a força da acção marítima e dos ventos que varrem a costa mais ocidental da Europa”.  
Com o acontecimento das grandes cheias na Ilha da Madeira no final de 1803, Oudinot foi destacado para o Funchal, tendo que deixar a coordenação das obras de Aveiro nas mãos de Luís Gomes de Carvalho. 
Em 1808, as obras projetadas por Oudinot para a barra de Aveiro viriam a revelar-se um triunfo.

## Madeira (1804-07)
Após as grandes cheias na Ilha da Madeira de 1803, Reinaldo Oudinot foi destacado para trabalhar na reconstrução do Funchal. Nesta época Reinaldo Oudinot era o técnico com mais experiência de obras de hidráulica em Portugal.Para esta comissão, ele foi elevado a Brigadeiro Real do Corpo de Engenheiros.  
Nos seus primeiros meses na ilha, desenvolveu uma estratégia para a reconstrução das margens ribeirinhas do Funchal apresentada no mapa de abril de 1804. O projeto consistia no encanamento e no aprofundamento do leito das três ribeiras principais do Funchal através de grandes diques de pedra. Mais tarde, apresentou uma planta com o estado da cidade após as cheias de 1803, onde propôs a expansão urbana do Funchal para oeste, no campo das Angustias, a que chamou de "A nova cidade a construir". Apesar desta proposta urbana não ter sido construída, alguns investigadores defendem que teria sido um grande avanço para o desenvolvimento do Funchal. Em 1805, Oudinot apresenta um novo projeto assinado pelo seu auxiliar Feliciano de Mattos de Carvalho. Um ano depois, as obras realizadas revelaram-se um sucesso contra as fortes enchentes de 1806. 

Reinaldo Oudinot faleceu no dia 11 de fevereiro de 1807 no Funchal. Em apenas três anos, desenvolveu uma obra surpreendente que teve um papel fundamental na reconstrução da cidade do Funchal, sendo o seu trabalho ainda hoje referenciado por diversos autores madeirenses. 

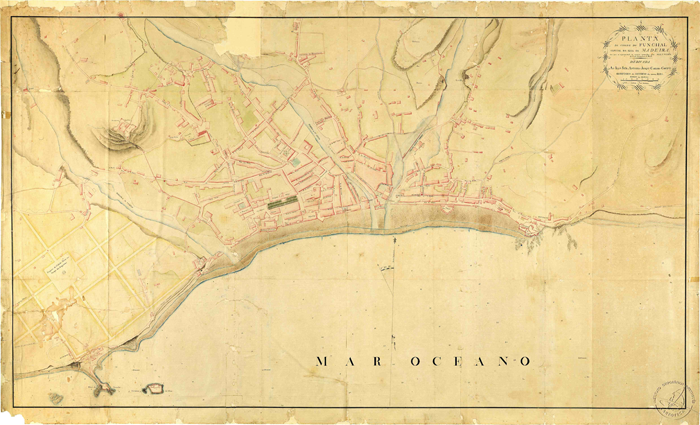

## Vida Pessoal
Reinaldo Oudinot foi casado primeiramente com Dª Maria Vicência de Mengui em França. Tiveram uma filha Dª Maria Paula Oudinot que se casou com Luís Gomes de Carvalho, engenheiro militar que mais tarde se tornou assistente e continuador da obra de Oudinot em Aveiro. Com a morte da esposa, casou-se mais tarde em 1802 com Dª Vicencia do Carmo Locatelli, filha do italiano João Batista Locatelli. Tiveram três filhos, João Reinaldo, Maria Augusta e Thereza Josephina. A sua família estabeleceu-se em Aveiro e Leiria e ainda podem ser encontrados descendentes.

## Homenagens
Porto - Rua Reinaldo Oudinot;
Póvoa de Varzim - Rua Coronel Oudinott;
Gafanha da Nazaré - Jardim Oudinot e Hotel Jardim Oudinot;
Aveiro - Rua Engenheiro Oudinot;
Funchal - Rua Brigadeiro Oudinot e o Centro Comercial Oudinot.